# Marija Mazina
Marija Valerjevna Mazina (Russisch: Мария Валерьевна Мазина) (Moskou, 18 april 1964) is een Russisch schermer.

## Carrière
Mazina won in 2000 olympisch goud met het degen team in 1996 won zij olympisch brons.
Zij werd in 2001 wereldkampioen met het team.

## Resultaten

### Olympische Zomerspelen
| Jaar | Plaats  | Resultaten           |
| ---- | ------- | -------------------- |
| 1996 | Atlanta | 19e degen degen team |
| 2000 | Sydney  | 11e degen degen team |

### Wereldkampioenschappen schermen
| Jaar | Plaats    | Resultaten |
| ---- | --------- | ---------- |
| 1990 | Lyon      | degen      |
| 1991 | Boedapest | degen team |
| 1992 | Havana    | degen team |
| 2001 | Nîmes     | degen team |

1996: Barlois, Flessel, Moressée-Pichot ·
2000: Aznavoerjan, Jermakova, Logoenova, Mazina ·
2004: Logoenova, Aznavoerjan, Jermakova, Sivkova ·
2012: Na, Xiaojuan, Yujie, Anqi ·
2016: Dinu, Gherman, Pop, Popescu ·
2020: Beljajeva, Embrich, Kirpu, Lehis ·
2024: Fiamingo, Navarria, Rizzi, Santuccio